# 貝爾登 (伊利諾伊州)
貝爾登（英語：Belden）是位於美國伊利諾伊州麥克亨利縣的一個非建制地區。該地的面積和人口皆未知。

## 地理
貝爾登的座標為42°28′27″N 88°20′50″W / 42.47417°N 88.34722°W，而該地的平均海拔高度為271米（即889英尺）。